# Коте Ансаров
Коте Ансаров е български революционер, деец на Вътрешната македоно-одринска революционна организация.

## Биография
Роден е в струмишкото село Моноспитово, тогава в Османската империя. Влиза във ВМОРО и оглавява местния комитет на Организацията. Личен приятел е на ръководителя на ВМОРО Гоце Делчев.
Негов син е войводата на Вътрешната македоно-одринска революционна организация и Вътрешната македонска революционна организация Атанас Ансаров.